# Les P'tits Mots (album)

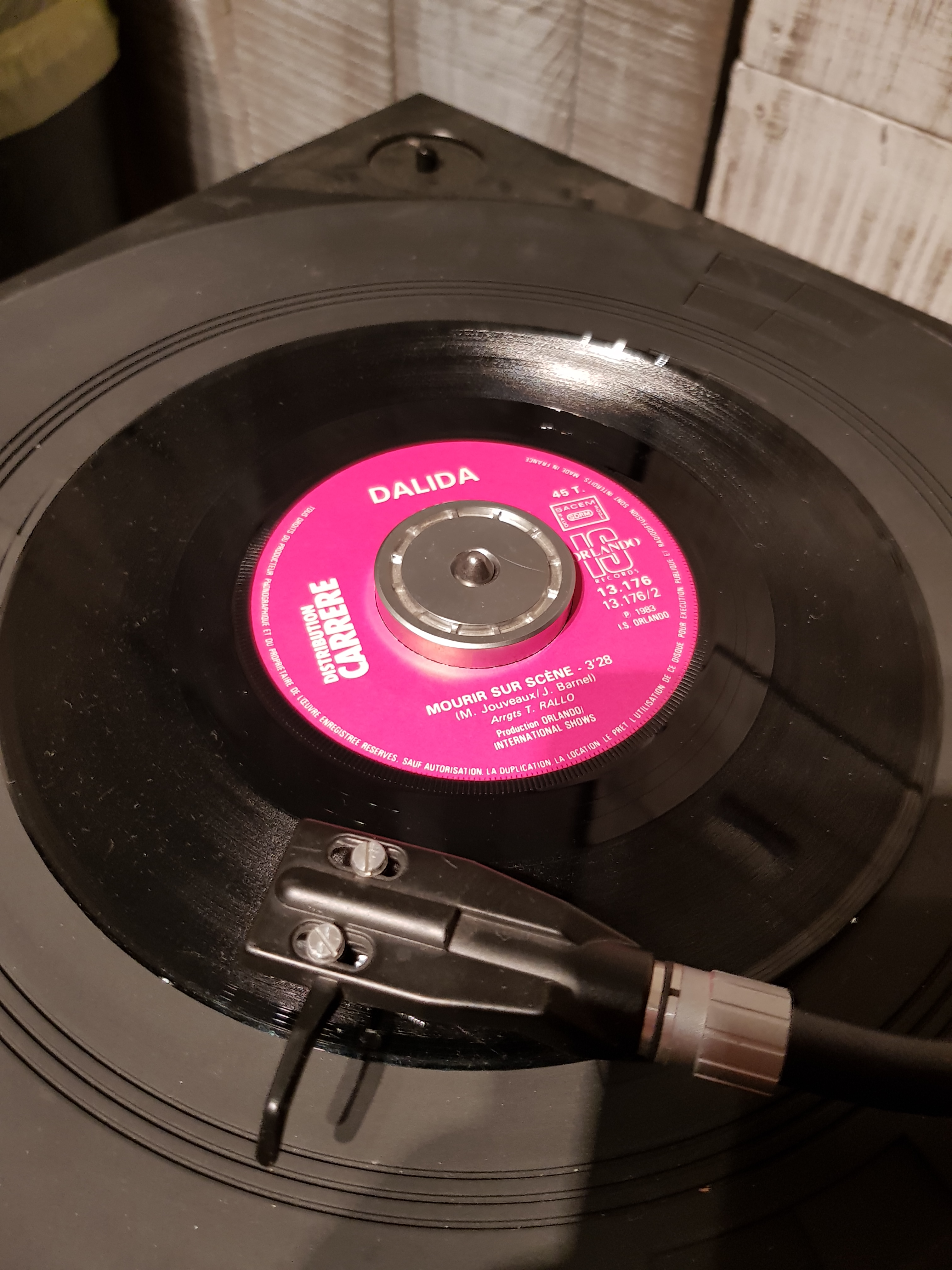

Les P'tits Mots è un album della cantante italo-francese Dalida, pubblicato nel 1983 da Carrere.
Presenta 10 nuove canzoni registrate all'inizio dell'anno. 
L'album contiene 4 canzoni che si possono definire “autobiografiche”; riflettono in qualche modo i tormenti interiori di Dalida: 
- Lucas descrive il rimpianto di una donna che non ha avuto figli e che scambierebbe ogni cosa della sua vita e della sua carriera per poter essere madre, anche solo per qualche ora.

- Bravo riassume la carriera di una cantante che desidera sentire ancora un'ultima volta il suono dell'applauso prima di lasciare le scene.

- Mourir sur scène un inaspettato grande successo di Dalida. È la dichiarazione di una cantante che vuole decidere da sé quando mettere fine alla propria vita (ossia prima che la sua celebrità svanisca). Dalida, cantando il brano, parla faccia a faccia con la figura della morte, affrontando anche il tema del suicidio ed evocando il giorno in cui lei stessa tentò di suicidarsi (il testo dice, rivolgendosi alla morte: “[...] Tous les deux on se connaît déjà, On s'est vues de près, souviens-toi” ovvero “[...] Ci conosciamo già noi due, ci siamo visti da vicino, ricordati!”). La canzone si rivelerà emblematica nel repertorio musicale di Dalida e risuonerà come un'eco alla sua triste scomparsa, solo quattro anni più tardi, nel maggio dell’87. Il brano verrà inciso da Dalida, nello stesso anno, anche in italiano con il titolo Quando nasce un nuovo amore (con un testo completamente diverso -  brano pubblicato poi soltanto postumo, nel 1991), in inglese con Born to Sing e in spagnolo con Morir cantando.

- Téléphonez-moi tratta invece il tema della solitudine delle star, che dietro ai riflettori ed ai vestiti di paillette non hanno nessun vero affetto che le conforti, se non quello dei loro fan.

Questo album segna una svolta decisiva nella carriera dell'artista, ancora una volta in lutto per il suicidio del suo ex compagno Richard Chanfray, meglio conosciuto come le Comte de Saint-Germain, nel luglio dello stesso anno.
Dalida rinuncia anche alla promozione di questo disco.

## Tracce
Lato A
1. Les p'tits mots
2. Lucas
3. Téléphonez-moi
4. Marie Madeleine
5. Bravo

Lato B
1. Mourir sur scène
2. Le restaurant italien
3. J'aime
4. S'aimer
5. Le premier amour du monde